# آنا هوارد شو

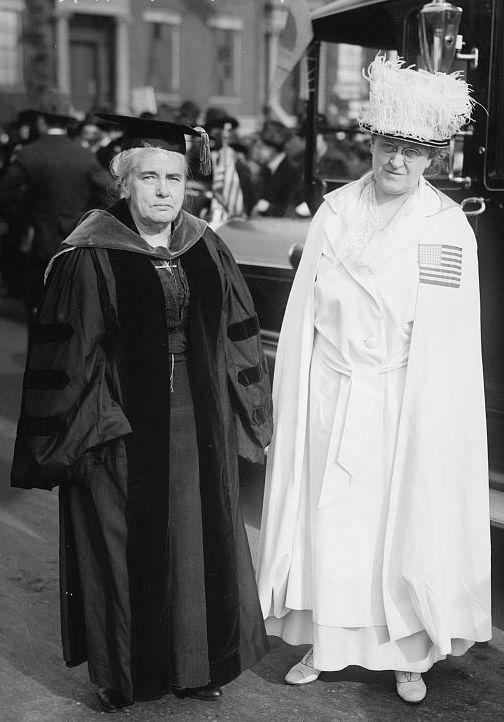
كاري تشابمان كات وأنّا هوارد شو عام 1917

آنَا هوارد شو (14 شباط\فبراير 1847 - 2 تموز\يوليو 1919)، كانت قائدة في حركة تصويت النساء في الولايات المتحدة. كما كانت طبيبة وإحدى أوائل الإناث الوزيرات في الميثودية في الولايات المتحدة.

## نشأتها
ولدت آنا في نيوكاسل أبون تاين، في المملكة المتحدة عام 1847. عندما كانت في الرابعة من عمرها انتقلت عائلتها إلى الولايات المتحدة واستقرت في لورانس (ماساتشوستس). وعندما بلغت الثانية عشرة، حصل والدها على 360 فداناً من الأرض في براري شمال ميتشيغان، وأرسل الأم وخمسة من الصغار هناك وحدهم
تصوّرت والدتها منزلهم في ميتشيغان على أنه مزرعة إنجليزية ذات مروج واسعة وسماء مشمسة وأزهار عديدة، لكن هذه الصورة دمّرت حال وصولها إلى الموقع واكتشاف أن البيت لم يكن أكثر من مقصورة مقفلة في مكان بريّ يبعد 40 ميلاً عن أقرب مكتب بريد و100 ميل عن السكك الحديدية..” واجهت أسرتها مخاطر العيش على أطراف المدنية. أصبحت آنا ناشطة جداً خلال هذه الفترة، حيث ساعدت أشقاءها على تجديد المنزل ودعمت والدتها في وقت عانت فيه من الصدمة واليأس. تولت آنا العديد من المهام التي تحتاج جهداً جسدياً كحفر بئر وتقطيع الخشب للموقد ونشر الأشجار.
عندما أدركت آنا أن والدتها تعاني عاطفياً، ألقت باللوم على والدها غير المسؤول إذ لم يفكر بالطريقة التي ناضلت بها العائلة وكافحت للبقاء على قيد الحياة بسبب مصاعب العيش بعيداً عن الحضارة." في حين كانت أمها مثقلة بالأعباء المنزلية، كان والدها في لورنس يكرّس وقته للحركات والقضايا العامة الكبيرة."
ازدادت أحوال الأسرة سوءاً بمرور الأيام. خلال الحرب الأهلية الأمريكية، توفيت شقيقتها إليانور، وأصيب أخوها توم. عندما أصبحت آنا في الخامسة عشرة من عمرها، أصبحت معلّمة مدرسة، وبعد أن انضمّ والدها وأشقاؤها الأكبر سناً إلى المجهود الحربي، استخدمت راتبها للمساعدة في دعم احتياجات العائلة. وعلى الرغم من كل الجهود التي بُذلت، اتسعت الفجوة بين الدخل والإنفاق.”

## الدعوة التبشيرية
عندما أصبحت شو ناضجة، أصبح دافعها للذهاب للكلية أكثر حزماً. بعد الحرب الأهلية، تركت وظيفتها في التدريس وانتقلت مع أختها المتزوجة ماري إلى بيغ رابيدز. في حين أنها كانت تفضل عملاً أكثر ربحاً من حفر الخنادق، إلا أنها اضطرت للعمل في الخياطة.
بدأت عملها في الوعظ بعد أن ألهمتها القسيسة ماريآنا تومبسون التي كانت أول شخص دعم سعيها للتعليم. التحقت شو بمدرسة بيغ رابيدز الثانوية حيث اعترفت المدرّسة لوسي فوت بمواهب شو ودوافعها. عندما بلغت الرابعة والعشرين من عمرها، تلقّت شو دعوة من الدكتور بيك لإلقاء خطبتها الأولى، وكان بيك كان يتطلّع إلى ترشّح امرأة لوزارة الكنيسة الميثودية المتحدة. ترددت شو أول الأمر لأن خبرتها السابقة لم تتعد كونها فتاة صغيرة تعظ وحدها في الغابة.” بتشجيعٍ من لوسي فوت، والدكتور بيك وصديقتها المقربة كلارا أوزبورن، وافقت شو على إلقاء خطبتها الأولى في بلدة لينكولن (مقاطعة أوسيولا).
على الرغم من نجاح خطبتها الأولى، لم يحظَ شغفها الجديد بالوعظ بتشجيع زملائها وأصدقائها وعائلتها التي وافقت على دفع تكاليف تعليمها الجامعي إن وافقت على التخلي عن الوعظ. على الرغم من هذه المعارضة المستمرة والعزلة من العديدين، اختارت آنا الاستمرار في الوعظ. وما لبثت أن تأثرت بعمق بماري ليفرمور التي جاءت إلى بيغ رابيدز، والتي أسدت إليها نصيحة بالاستمرار بغض النظر عما يقوله الناس.”

## معاناة أثناء الدراسة في الجامعة
عام 1873، التحقت آنا شو بكلية ألبيون، وفي مدرسة ميثودية في ألبيون (ميشيغان). بما أن عائلتها لم تدعم رغبتها في تغيير وظيفتها بسبب اعتمادهم على دخلها من التدريس، رفضت تقديم أي دعم مالي لها. وعليه فقد عملت آنا كواعظة مرخّصة لمدة ثلاث سنوات حصلت على أجورها من خلال إلقاء المحاضرات عن حركة الانتقاص في الولايات المتحدة.
بعد كلية ألبيون، التحقت آنا بجامعة بوسطن للتكنولوجيا عام 1876. كانت الأنثى الوحيدة في الدفعة المكونة من إثنين وأربعين رجلاً، ودائماً ما كانت تشعر أن ثمة قناعة باطلة بأنه لم يكن مرغوباً فيها هناك. وقد تعزز هذا الموقف بصعوبة دعم نفسها مالياً. وجدت آنا أنه من غير المنصف أن يحصل الوعّاظ الذكورالمرخصين على سكن مجاني في سكن الجامعة، في حين أنها كانت تدفع دولارين أجرة غرفة خارج السكن. إضافة لذلك فقد كانت تجد صعوبة في التوظيف على العكس من ألبيون حيث كان «عملياً» الواعظة الأنثى المرخصة الوحيدة الموجودة، في جامعة بوسطن كان ثمة العديد من الواعظات اللواتي كان عليها منافستهن. عانت آنا من الجوع والبرد والوحدة.” بدأت آنا شو التساؤل عما إذا خصصت لها مهنة وزراية. في مواجهة هذه الصعوبات، استمرت في الدراسة والعمل. عام 1880، وبعد أن رفضت الكنيسة الأسقفية الميثودية منحها سيامة الكهنة، حصلت عليها من الكنيسة الميثودية البروتستانتية.
بعد سيامة الكهنة، حصلت آنا على شهادة دكتور في الطب من جامعة بوسطن عام 1886. أثناء الدراسة في كلية الطب، أصبحت آنا داعية صريحة لحقوق المرأة السياسية.

## دورها في حركة حق النساء في الاقتراع

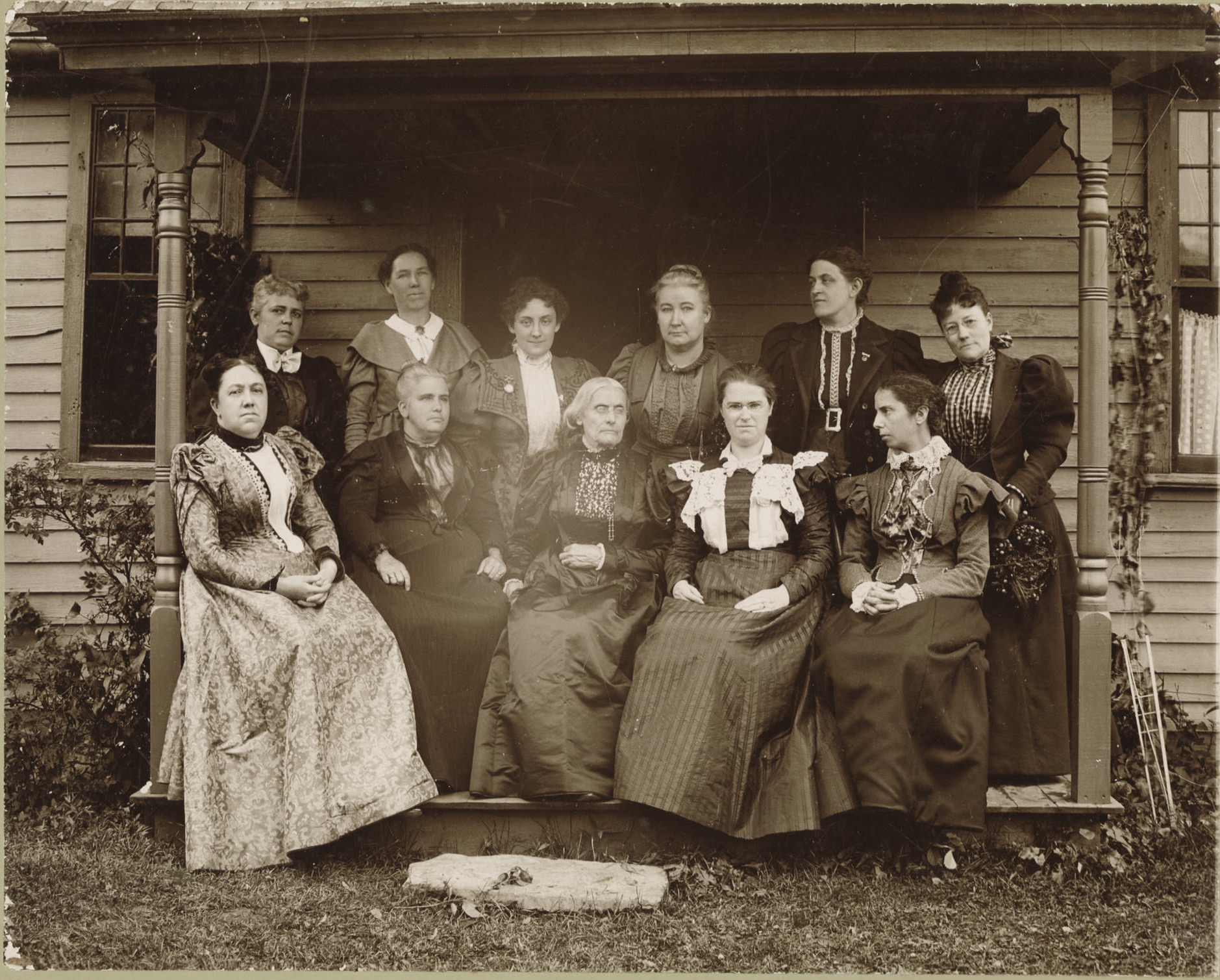
1896 photograph of Susan B. Anthony (center) and other women's rights leaders. Shaw sits to Anthony's immediate right.

### جهود مشتركة مع سوزان أنتوني
بدءاً من عام 1886، شغلت آنا منصب رئيس قسم الامتياز في الاتحاد النسائي المسيحي المناهض للعنف. كانت مهمتها "العمل من أجل حق المرأة في الاقتراع، ومن ثم استخدام الاقتراع لكسب "حماية منزلية" وتشريعات متعلّقة بالتمييز.” لكن تركيزها على الاعتدال قد تراجع إذ أصبحت مضطلعة أكثر في حركة حق النساء في الاقتراع عن طريق إلقاء المحاضرات في "جمعية ماساتشوستس لحق الاقتراع" ثم في "الجمعية الأمريكية لحق النساء في الاقتراع".

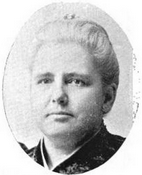
آنا شو عام 1894

قابلت آنا سوزان أنتوني للمرة الأولى عام 1887. عام 1888، حضرت آنا أول اجتماع للمجلس العالمي للمرأة. شجعتها سوزان أنتوني على الانضمام للجمعية الوطنية لحق المرأة بالاقتراع التي رأستها إليزابيث كادي ستانتون. بموافقتها، لعبت آنا دوراً أساسياً عندما اندمجت الجمعيتان مع بعضهما، ما خلق للمرة الأولى منذ عقدين مظهراً من التنظيم الموحد في حركة «حق الاقتراع»." بدءاً من عام 1904 وللسنوات الأحد عشر التالية، كانت أنّا شو رئيسة الجمعية الوطنية لحق المرأة في الاقتراع. بإدارتها"

### الاستقالة من الجمعية الوطنية

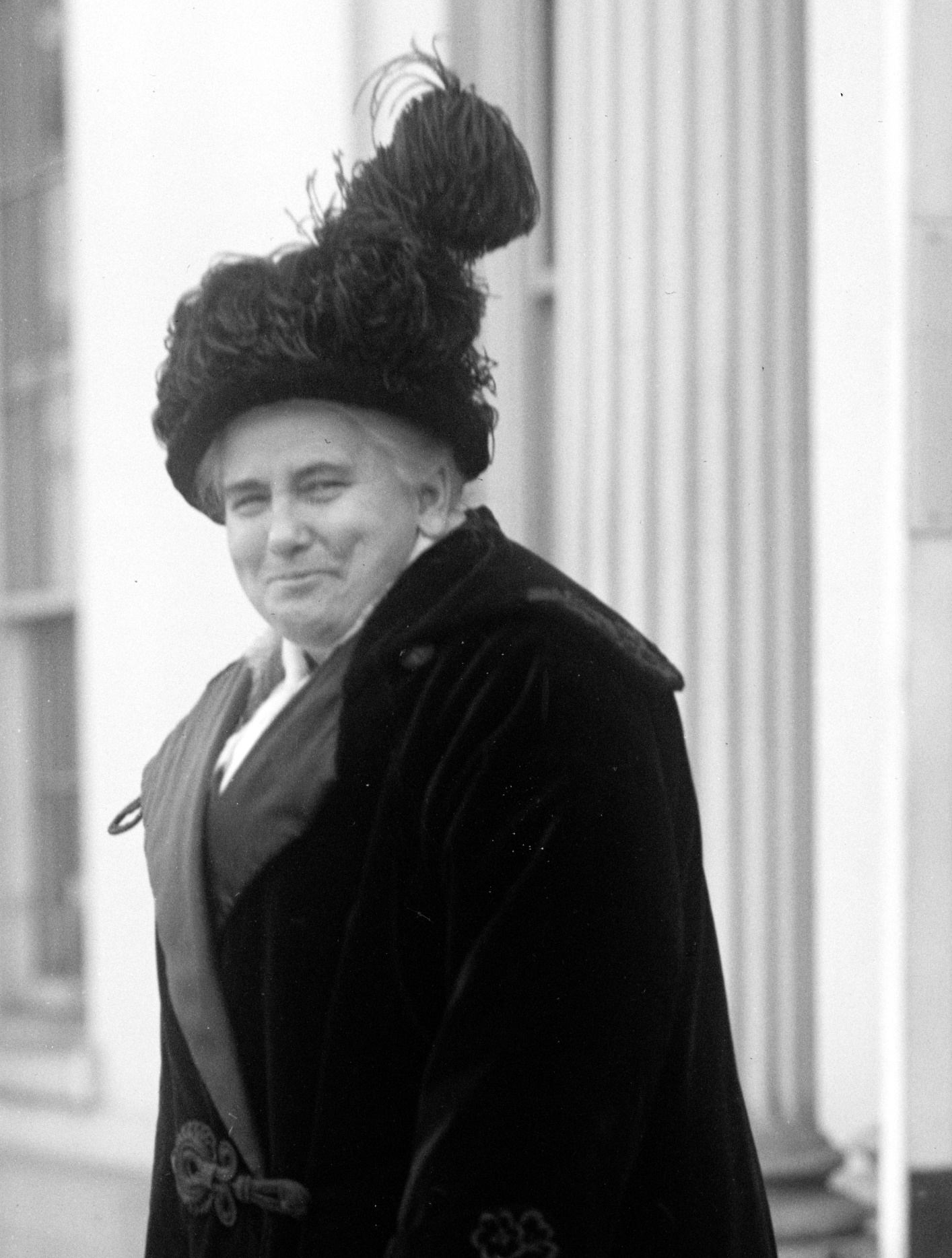
آنا هوارد شو عام 1914

أثناء بدايات القرن العشرين، بدأت الناشطة النسوية أليس بول ولوسي بيرنز، عضوات الجمعية الوطنية، توظيف تقنيات قتالية، كالاعتصام أما البيت الأبيض أثناء الحرب العالمية الأولى، كنضال من أجل الحصول على الحق بالاقتراع. كانت الاثنتان ملهمتان بنجاح الحركات التي قامت في إنجلترا. بوصفها رئيسة الجمعية، كانت آنا مجبرة على دعم هذه التكنيكات. على الرغم من ذلك، أكدت آنا على أنها تعارض لكن ليس بتشدّد، معتقدةً أنه لم يكن ثمة قيمة مضمونة دائمة يمكن الحصول عليها بسهولة أكثر من الطرق السلمية.” ظلت آنا متماشية مع فلسفة أنتوني. عام 1915، استقالت من رئاسة الجمعية الوطنية فخلفتها كاري تشابمان كات.

## سنواتها الأخيرة والوفاة
أثناء الحرب العالمية الأولى، كانت آنا شو رئيسة لجنة المرأة في مجلس الدفاع الوطني في الولايات المتحدة، حيث أصبحت أول امرأة تحصل على ميدالية الخدمة المتميّزة. واستمرت في إلقاء المحاضرات عن قضية الاقتراع حتى وفاتها.
توفيت آنا شو بسبب الالتهاب الرئوي في منزلها في مويلان في بنسلفانيا عن عمر ناهز الثانية والسبعين عاماً، وذلك قبل بضعة أشهر فقط من مصادقة الكونغرس على التعديل التاسع عشر على دستور الولايات المتحدة.